# Gynoplistia atripes
Gynoplistia atripes là một loài ruồi trong họ Limoniidae. Chúng phân bố ở miền Australasia.